# Cephalopterus penduliger
L'uccello parasole caruncolato (Cephalopterus penduliger Sclater, 1859) è un uccello passeriforme della famiglia Cotingidae.

## Etimologia
Il nome scientifico di questi uccelli, penduliger, deriva dal latino e significa "portatore di pendolo", in virtù della caruncola pettorale penzolante, particolarmente sviluppata dei maschi.

## Descrizione

### Dimensioni
Misura 36–41 cm di lunghezza, per un peso di 338 g. Le femmine, a parità d'età, sono più piccole e leggere rispetto ai maschi.

### Aspetto
Questi uccelli ricordano i corvi per la forma complessiva del corpo, con lungo becco conico, forti zampe ed aspetto robusto. Come tutti gli uccelli parasole, anche quelli amazzonici sono caratterizzati da penne del vertice allungate e pendule che formano una sorta di grosso ciuffo pendente su fronte e becco, così come dalla presenza di una caruncola pendula ricoperta di penne al centro del petto che in questa specie raggiunge i 35 cm di lunghezza, alla quale l'uccello parasole caruncolato deve il proprio nome comune.

Il piumaggio è nero corvino su tutto il corpo. Anche zampe e becco sono di colore nero, mentre gli occhi sono di colore bruno. Le femmine, oltre ad essere più piccole rispetto ai maschi, presentano cresta cefalica e caruncola pettorale meno pronunciate.

## Biologia

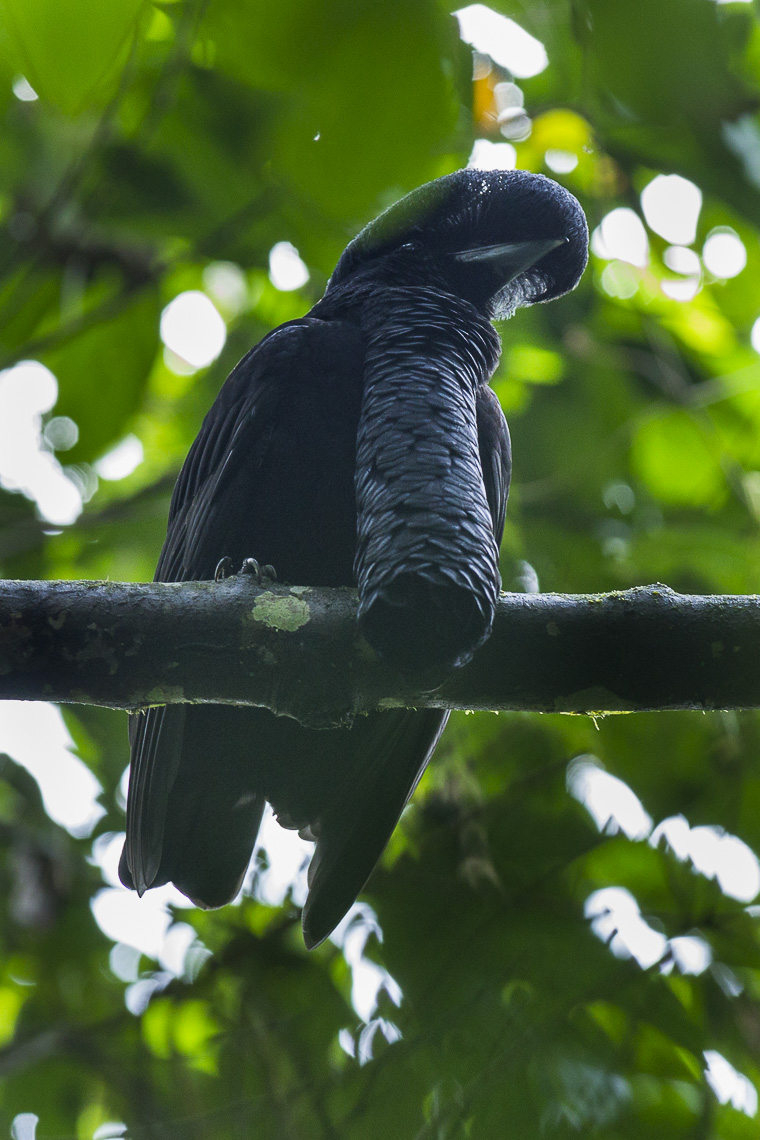
Maschio selvatico nel sud dell'Ecuador.

Si tratta di uccelli solitari e diurni, molto schivi e silenziosi, i quali, a dispetto della grossa taglia, proprio in virtù della propria timidezza sono piuttosto difficili da avvistare.

### Alimentazione
La dieta dell'uccello parasole caruncolato è essenzialmente frugivora, componendosi perlopiù dei frutti di Arecaceae, Maliaceae, Myristicaceae e Lauraceae: tuttavia, sporadicamente questi uccelli non disdegnano di integrarla con alimenti di origine animale, come grossi insetti e piccoli vertebrati (rane e lucertole, in parciolare del genere Anolis).

### Riproduzione
Si tratta di uccelli poligini, i cui maschi si esibiscono in lek, riunendosi in gruppi di una decina d'individui e posizionandosi a mezza altezza su alberi vicini per esibirsi. Durante l'esibizione, il maschio gonfia al massimo il collo e la caruncola, che fungono da amplificatori per i richiami profondi e mugghianti che esso emette, e che possono essere uditi fino a mezzo chilometro di distanza: al contempo, "annuisce" gravemente, muovendo su e giù testa e collo.
Le femmine tendono a osservare più maschi in più arene d'esibizione prima di scegliere con quale accoppiarsi. Dopo l'accoppiamento, i due si separano, ed il maschio termina il suo coinvolgimento nell'evento riproduttivo: sarà infatti la sola femmina ad occuparsi della costruzione del nido, della cova e delle cure ai nidiacei.

Il nido, a forma di coppa, viene costruito alla biforcazione di un ramo a circa 5 m d'altezza, ben nascosto fra la vegetazione: esso viene edificato dalla femmina utilizzando rametti e fibre vegetali e ricoprendo l'interno con materiale vegetale più morbido, come muschio e radichette. Al suo interno, essa depone 1-2 uova biancastre con rade maculature brune ai due poli di circa 50 mm di lunghezza, che provvede a covare per circa 4 settimane, allontanandosi dal nido solo per nutrirsi: i pulli, ciechi ed implumi alla schiusa, vengono nutriti dalla femmina con frutta e invertebrati e cominciano a mostrare la caratteristica caruncola pettorale già attorno agli 11 giorni di vita.

## Distribuzione e habitat
L'uccello parasole caruncolato è endemismo del bioma Chocó, del quale occupa la porzione compresa fra le pendici occidentali delle Ande della Colombia centro-orientale e la provincia di El Oro in Ecuador sud-occidentale.